# Joan Laporta
Joan Laporta, Joan Laporta i Estruch, född 29 juni 1962, i Barcelona, är en spansk idrottsledare som mellan åren 2003 och 2010 var ordförande i idrottsklubben FC Barcelona. Han blev åter president år 2021. Personen på ordförandeposten tituleras vanligen "president".

## Biografi
Laporta, som är utbildad advokat, var i slutet av 1990-talet ordförande i en supportergrupp som kallade sig De "Blå elefanterna" som var starkt kritiska mot hur den dåvarande presidenten Josep Luis Nunez skötte klubben. I början av 2000-talet genomgick FC Barcelona den svåraste krisen på åtskilliga decennier. Framgångarna uteblev och ett gigantiskt skuldberg byggdes upp under ledning av Nunez efterträdare Joan Gaspart.
Gaspart avgick till slut våren 2003 och då klubben ägs av medlemmarna är det de som röstar fram vem som ska leda klubben via val där alla myndiga klubbmedlemmar har rösträtt. Laporta var inte favorit men avgick till slut med segern, mycket tack vare "löftet" att värva David Beckham. Löftet kunde inte infrias då Beckham istället valde att flytta till Barcelonas eviga ärkerival Real Madrid. Efter en lång dragkamp med Manchester United och Real Madrid värvade man istället brasilianaren Ronaldinho.
Under Laportas ledning har Barcelona inlett en ny storhetstid med 4 ligaguld (2005, 2006, 2009, 2010), seger i spanska cupen 2009 och seger i Champions League 2006 och 2009. Parallellt med detta har Laporta och den övriga klubbledningen också fått bukt med skuldberget. Klubben går med rejäl vinst igen, vilket inte skett på åtskilliga år. Barcelonas intäkter har ökat snabbt och är, mätt efter omsättning, en av världens allra rikaste. Säsongen 2007/2008 omsatte fotbollssektionen 308 miljoner euro, över 3 miljarder SEK. Säsongen 2009/2010 var hans sista år som president inom Barcelona, efter att ha varit ordförande i åtta år. Han lyckades värva stjärnan David Villa till Barcelona innan han slutade som president, och året innan värvade han svensken Zlatan Ibrahimović.
Trots de stora framgångarna på såväl det sportsliga som ekonomiska planet är Laporta inte oomstridd. Redan hösten 2003 utbröt en konflikt med Boixos Nois ("Bulldog-Firman"), en supportergrupp med tvivelaktigt rykte. Laporta portade dem från hemmamatcherna då de enligt honom alltför ofta orsakade skandaler. De galna gossarna är allt sedan dess bittra fiender till Laporta och sägs vara beredda att göra allt de kan för att byta ut såväl presidenten som den övriga klubbledningen. 
Även klubbledningen har skakats av stridigheter, bland annat har sportchefen Sandro Rosell och flera andra styrelsemedlemmar avgått i protest mot som enligt dem är Laportas allt mer maktfullkomliga styrning av klubben. Även hans ledning av klubbens övriga sektioner, till exempel basket och handboll, har kritiserats.
Sommaren 2010 valdes den före detta sportchefen Sandro Rosell till ny president.